# Юнас Де Геер
Юнас Де Геер (на шведски: Jonas De Geer), е шведски писател, журналист и католик-седевакантист.

## Биография
Юнас Де Геер е роден през 1971 г. След следването си в Стокхолмския университет, за кратко е кореспондент на вестниците „Свенска Дагбладет“ и „Финанстиднинген“, който фалира в 2002 г. Заедно с Пер-Улоф Буландер основава съвременното списание „Салт“.
Де Геер има националистически възгледи, които изразява и в марша „Салем“, проведен в памет на убития през 2000 г. Даниел Вретстрьом – 17-годишен швед, убит от банда от 15 имигранти.
Де Геер в последно време е сътрудник на дяснорадикалните списания „Фолкетс Нюхетер“, „Нордиск Фрихет“, „Тидскрифт фьор Фолкетс Ретигхетер“ и „Нонконформ“, което се смята за симпатизиращо на националдемократите.